# MvS Science Fiction & Fantastica
MvS Science Fiction & Fantastica war eine von 1969 bis 1979 im Marion von Schröder Verlag erscheinende Science-Fiction-Buchreihe. Die ambitionierte, von Roland Fleißner (der auch einige Titel übersetzte) herausgegebene Paperback-Reihe brachte internationale, vorwiegend angelsächsische Science-Fiction, darunter einige mittlerweile zu den Klassikern des Genres zählende Titel in deutscher Erstübersetzung, zum Beispiel Lobgesang auf Leibowitz von Walter M. Miller, Jr. und Eine Handvoll Venus und ehrbare Kaufleute von Frederik Pohl und C. M. Kornbluth.
Die meisten Titel der Reihe erschienen nach deren Ende als Taschenbuch in der Reihe Heyne Science-fiction & Fantasy.

## Liste der Titel
| Autor(en)                                                                                        | Deutscher Titel                                                                      | Jahr | Originaltitel                        | Jahr       | Übersetzer                        |
| ------------------------------------------------------------------------------------------------ | ------------------------------------------------------------------------------------ | ---- | ------------------------------------ | ---------- | --------------------------------- |
| Ray Bradbury                                                                                     | Das Böse kommt auf leisen Sohlen                                                     | 1969 | Something Wicked this Way Comes      | 1963       | Norbert Wölfl                     |
| Ian Wallace                                                                                      | Der große Croyd                                                                      | 1969 | Croyd                                | 1967       | Kim Lander                        |
| J. G. Ballard                                                                                    | Kristallwelt                                                                         | 1969 | The Crystal World                    | 1966       | Margarete Bormann                 |
| György Botond-Bolics                                                                             | Tausend Jahre auf der Venus                                                          | 1969 | Ezer ev a Venuszon                   | 1966       | Gottfried Feidel                  |
| Philip K. Dick                                                                                   | Träumen Roboter von elektrischen Schafen?                                            | 1969 | Do Androids Dream of Electric Sheep? | 1968       | Norbert Wölfl                     |
| Ray Bradbury                                                                                     | Medizin für Melancholie (Erzählungen)                                                | 1969 | Medicine for Melancholy              | 1952/ 1953 | Margarete Bormann                 |
| James Blish, Norman L. Knight                                                                    | Tausend Milliarden glückliche Menschen                                               | 1969 | A Torrent of Faces                   | 1967       | Helga Wingert-Uhde                |
| Christopher Hodder-Williams                                                                      | Der große summende Gott                                                              | 1969 | A Fistful of Digits                  | 1968       | Wolfgang Vorhauer                 |
| Ray Bradbury                                                                                     | Geh’ nicht zu Fuß durch stille Straßen (Erzählungen)                                 | 1970 | The Golden Apples of the Sun         | 1953       | Margarete Bormann                 |
| György Botond-Bolics                                                                             | Das Marsgehirn denkt anders                                                          | 1970 | Redivius Tüzet Ker                   | 1969       | Gottfried Feidel                  |
| Leonard Daventry                                                                                 | Mr. Coman hoch drei                                                                  | 1970 | A Man of Double Deed                 | 1965       | Helga Wingert-Uhde                |
| Robert Silverberg (Hrsg.)                                                                        | Die Mörder Mohammeds und andere Time-Travel-Stories (Anthologie)                     | 1970 | Voyagers in Time                     | 1967       | Alfred Joseph                     |
| J. G. Ballard                                                                                    | Karneval der Alligatoren                                                             | 1970 | The Drowned World                    | 1962       | Inge Wiskott                      |
| Stephen Gilbert                                                                                  | Aufstand der Ratten                                                                  | 1970 | Ratman’s Notebooks                   | 1968       | Walter Erev                       |
| Fred Hoyle, Geoffrey Hoyle                                                                       | Raketen auf Ursa Major                                                               | 1970 | Rockets in Ursa Major                | 1969       | Thomas Schlück                    |
| Frederik Pohl                                                                                    | Die Zeit der Katzenpfoten                                                            | 1970 | The Age of the Pussyfoot             | 1969       | Hans Günter Kreidl                |
| J. G. Ballard                                                                                    | Der unmögliche Mensch und andere Stories (Erzählungen)                               | 1971 | The Impossible Man and Other Stories | 1966       | Alfred Scholz                     |
| Anders Bodelsen                                                                                  | Brunos tiefgekühlte Tage                                                             | 1971 | Frysepunktet                         | 1969       | Monika Buttler                    |
| Michael Moorcock                                                                                 | Miß Brunners letztes Programm                                                        | 1971 | The Final Program                    | 1968       | Wolfgang Eisermann                |
| Arkadi und Boris Strugatzki                                                                      | Es ist nicht leicht, ein Gott zu sein                                                | 1971 | Trudno byt’ bogom                    | 1964       | Hermann Buchner                   |
| Piers Anthony                                                                                    | Chthon oder Der Planet der Verdammten                                                | 1971 | Chthon                               | 1967       | Margarete Bormann, Thomas Schlück |
| Walter M. Miller, Jr.                                                                            | Lobgesang auf Leibowitz                                                              | 1971 | A Canticle for Leibowitz             | 1959       | Jürgen Saupe & Walter Erev        |
| Frederik Pohl, C. M. Kornbluth                                                                   | Eine Handvoll Venus und ehrbare Kaufleute                                            | 1971 | The Space Merchants                  | 1953       | Helga Wingert-Uhde                |
| Ray Bradbury                                                                                     | Die Mars-Chroniken                                                                   | 1972 | The Martian Chronicles               | 1950       | Thomas Schlück                    |
| Harlan Ellison                                                                                   | Die Puppe Maggie Moneyeyes (Erzählungen)                                             | 1972 | I Have No Mouth & I Must Scream      | 1967       | Alfred Scholz                     |
| Stanislaw Lem                                                                                    | Solaris                                                                              | 1972 | Solaris                              | 1968       | Irmtraud Zimmermann-Göllheim      |
| Arkadi und Boris Strugatzki                                                                      | Die bewohnte Insel                                                                   | 1972 | Obitaemyj ostrov                     | 1971       | Hermann Büchner                   |
| Peter Lengyel                                                                                    | Der zweite Planet der Ogg                                                            | 1972 | Ogg masodik bolygoja                 | ohne Jahr  | nicht genannt                     |
| J. G. Ballard                                                                                    | Die tausend Träume von Stellavista und andere Vermillion Sands Stories (Erzählungen) | 1972 | Vermillion Sands                     | 1971       | Alfred Scholz                     |
| Michael Moorcock                                                                                 | I.N.R.I. oder Die Reise mit der Zeitmaschine                                         | 1972 | Behold the Man                       | 1969       | Alfred Scholz                     |
| Samuel R. Delany                                                                                 | Einstein, Orpheus und andere                                                         | 1972 | The Einstein Intersection            | 1967       | Roland Fleißner                   |
| Die folgenden Ausgaben erschienen in veränderter Aufmachung und nicht mehr als Reihe ausgewiesen |                                                                                      |      |                                      |            |                                   |
| Roger Zelazny                                                                                    | Fluch der Unsterblichkeit                                                            | 1973 | This Immortal                        | 1966       | Roland Fleißner                   |
| Ray Bradbury                                                                                     | Gesänge des Computers (Erzählungen)                                                  | 1973 | I Sing the Body Electric             | 1969       | Thomas Schlück                    |
| J. G. Ballard                                                                                    | Der vierdimensionale Alptraum (Erzählungen)                                          | 1973 | The 4-Dimensional Nightmare          | 1967       | Wolfgang Eisermann                |
| Stanislaw Lem                                                                                    | Transfer                                                                             | 1974 | Powrot z Gwiazd                      | 1961       | Maria Kurecka                     |
| Arthur C. Clarke                                                                                 | Rendezvous mit 31/439                                                                | 1975 | Rendezvous with Rama                 | 1973       | Roland Fleißner                   |
| Arthur C. Clarke                                                                                 | Makenzie kehrt zur Erde heim                                                         | 1977 | Imperial Earth                       | 1975       | Thomas Schlück                    |
| Walter Ernsting                                                                                  | Der Tag, an dem die Götter starben                                                   | 1979 |                                      |            |                                   |